# Leonardo Cobarrubia
Leonardo Cobarrubia, né le 26 mars 1998 à San Juan, est un coureur cycliste argentin. Il est membre de l'équipe SEP San Juan.

## Biographie
En 2018, Leonardo Cobarrubia rejoint l'équipe continentale argentine Municipalidad de Pocito. Au mois de février, il se distingue en remportant une étape du Tour de Mendoza, course par étapes réputée du calendrier argentin. Quelques jours plus tard, il se classe troisième au championnat d'Argentine du contre-la-montre espoirs. Sélectionné pour les championnats panaméricains de San Juan, il se classe septième du contre-la-montre espoirs, à près de trois minutes du vainqueur Diego Ferreyra.
En début d'année 2020, il termine onzième du contre-la-montre du Tour de San Juan.

## Palmarès et résultats

### Par année
- 2017
  - 3e du championnat d'Argentine sur route espoirs
- 2018
  - 3e étape du Tour de Mendoza
  - 3e du championnat d'Argentine du contre-la-montre espoirs
- 2021
  - 3e du championnat d'Argentine du contre-la-montre
- 2022
  - 2e et 4e étapes du Tour de Mendoza
  - Gran Premio Ciudad de Venado Tuerto
  - 1re étape de la Vuelta Cutral Co
  - Doble Chepes :
    - Classement général
    - 2e étape (contre-la-montre)

  - 2e de Mendoza-San Juan II
  - 3e de Mendoza-San Juan I
- 2023
  - 3e étape du Giro del Sol San Juan
  - Vuelta Cutral Co :
    - Classement général
    - 1re étape

  - Circuito Carlos Escudero
  - Homenaje a la Doble Calingasta
  - Doble Chepes :
    - Classement général
    - 1re, 2e et 4e étapes

  - 2e du championnat d'Argentine de poursuite
  - 3e du championnat d'Argentine du contre-la-montre
  - 3e du championnat d'Argentine sur route
- 2024
  - 3e étape du Giro del Sol San Juan (contre-la-montre)
  - Prologue et 1re étape du Grand Prix Club Olimpia
  - 4e et 8e étapes du Tour de Mendoza
  - Vuelta de Chamical
  - Vuelta al Valle Rio Negro :
    - Classement général
    - Prologue et 3e étape

  - Doble Chepes :
    - Classement général
    - 3e et 4e étapes

  - Doble Media Agua II
  - 2e de la Doble Media Agua I
  - 2e du championnat d'Argentine du contre-la-montre
  - 3e du Giro del Sol San Juan
- 2025
  -  Champion d'Argentine sur route
  - Doble Difunta Correa
  - 6e étape du Tour de San Juan
  - 2e et 3e étapes du Tour de Mendoza
  - 2e du Giro del Sol San Juan

### Classements mondiaux
| Année            | 2018 |
| ---------------- | ---- |
| UCI America Tour | 433e |